# Rooms-katholieke kerk van Sint-Marcus
De Rooms-katholieke kerk van Sint-Marcus (Grieks: Ιερός Ναός Αγίου Μάρκου, Ierós Naós Agíou Márkou) staat op het plein van Sint-Marcus in de stad Zakynthos en is de enige katholieke kerk op het gelijknamige eiland Zakynthos.
De kerk werd begin 17e eeuw gebouwd en twee keer herbouwd, in 1747 en 1894. Ze werd compleet verwoest tijdens de aardbeving van 1953, zoals de meeste gebouwen op Zakynthos. Tijdens de jaren zestig werd de kerk gebouwd zoals in haar huidige vorm. In 1994 vond er een renovatie plaats. Voor de aardbeving waren er in de kerk waardevolle relieken, beelden, een groot orgel, artistieke kandelaren en waardevolle priestergewaden.
Vlak bij de kerk was een gebouw met een omvangrijke bibliotheek en uitgebreide fotogalerij. Onder meer een groot deel van de beelden, het orgel, het historische archief en de bibliotheek gingen verloren tijdens de grote brand die uitbrak na de aardbeving. Inwoners die de kerk nog met eigen ogen voor de aardbeving hebben gezien noemen het nog steeds het 'juweel van het eiland'.

## Huidige kerk

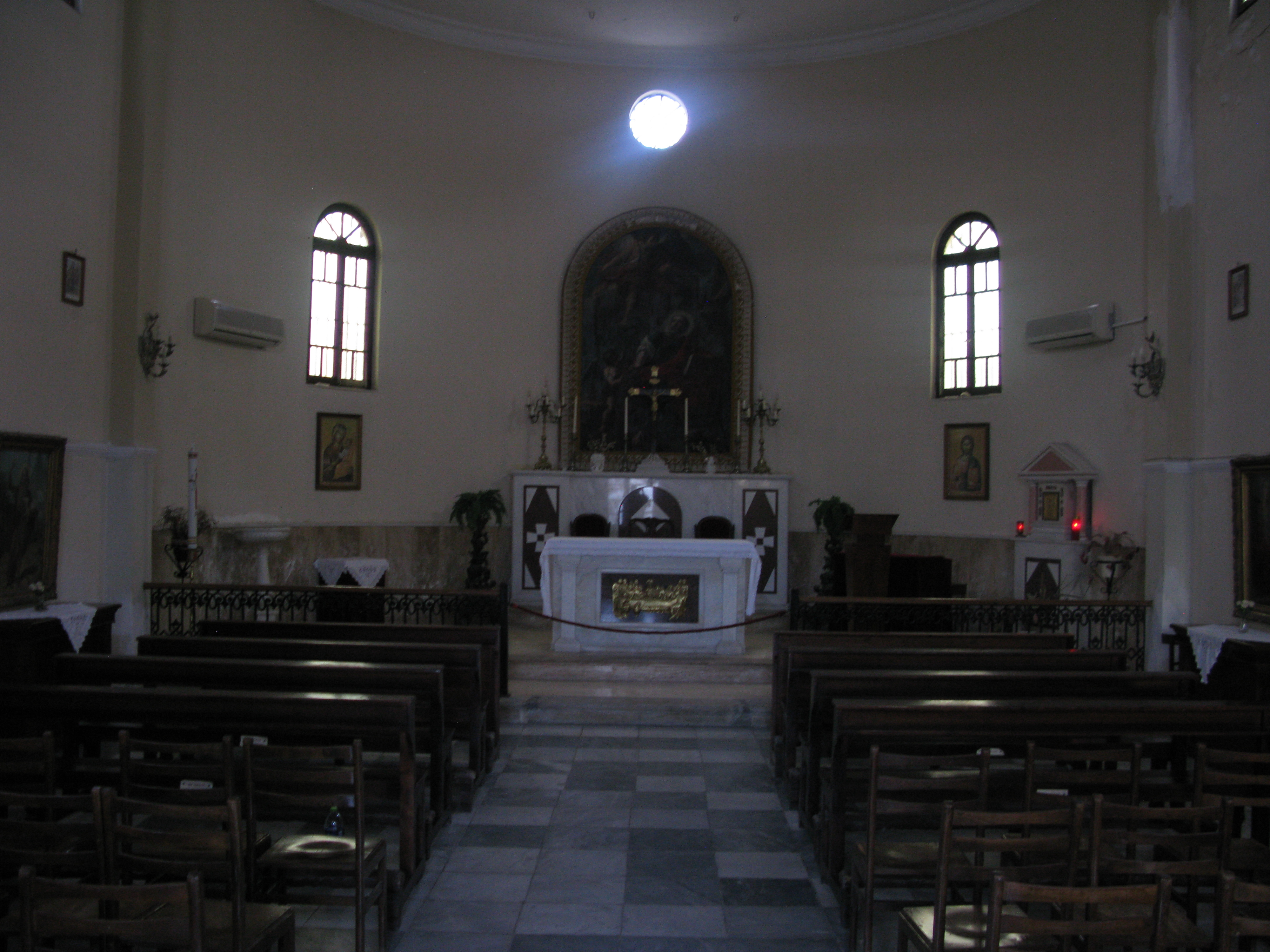
Het interieur van de huidige kerk in 2014

De huidige kerk werd gebouwd tijdens de jaren 1960 en heeft de meeste uitwendige karakteristieken van de oude kerk behouden. Binnen in de kerk staan de paar overgebleven objecten van de verwoeste kerk. Onder andere het beeld van Sint-Marcus, twee van de grote kandelaars die zich links en rechts van het voetstuk van het beeld bevinden, het Heilige Kruis, het kleine marmeren doopvont en andere kleinere objecten. Het kleine marmeren doopvont stond bij de ingang van de oude kerk en werd gebruikt voor de wijwater riten. Wanneer men binnenkomt staat rechts het beeld van Sint-Paraskevi. Samen met die van Sint-Marcus zijn het de enige twee beelden die zijn gered van de brand. Op de vloer van de nieuwe kerk zijn de marmeren platen van de oude gelegd.
In het eerste kwartaal van 1994 werd de huidige kerk gerenoveerd. Onder andere de vloer, het altaar, het voetstuk van het beeld van Sint-Marcus, de voet van de monstrans die de eucharistie bevat, de preekstoel, de belichting en een deel van het meubilair werden gerenoveerd.